# Ecdisone O-aciltransferasi
La ecdisone O-aciltransferasi è un enzima appartenente alla classe delle transferasi, che catalizza la seguente reazione:
palmitoil-CoA + ecdisone ⇄ CoA + ecdisone palmitato